# Venice-Simplon Orient Express
A Venice-Simplon Orient Express vagy röviden VSOE egy 1982 óta közlekedő európai luxusvonat, amelyet az LVMH csoporthoz tartozó Belmond-szállodalánc üzemeltet. Az eredeti vállalatot James Sherwood alapította, A járat tavasztól őszig hetente egy-két alkalommal közlekedik London és Velence között Párizson át, de alkalmanként más európai nagyvárosokba is.

## Útvonalak
A VSOE alap-útvonala London - Párizs - Verona - Velence volt, de a Brexit után körülményesebbé vált határellenőrzések miatt 2024-ben a London - Párizs szakasz megszűnt. Az utasokat a Csatorna-alagút megnyitásáig légpárnás hajóval szállíottták Anglia és Franciaország között, utána az autószállító vonatra felrakott busszal vitték át.
Az első években a vonat a Simplon-Orient-Expressz eredeti Genf - Milánó útvonalán közlekedett, majd Ausztrián át, Innsbruck érintésével a Brenner-hágón kelt át az Alpokon. Jelenleg az osztrák útvonalat a Velencéből induló járatok használják, ellenkező irányban pedig a Gotthard-alagúton keresztül is szoktak lenni utak.
Évente két-három alkalommal a vonat Prágába és Bécsen át Budapestre is közlekedik, az oda- és visszaút között két éjszakát a cseh illetve magyar fővárosban töltve. Minden évben egyszer Isztambul is az úticélok között van, az öt napos úton az utasok egy-egy éjszakát Budapesten és Bukarestben szállodában alszanak. A program része Sinaia-ban a Peles-kastély megtekintése is, ahol a román királyi család 1883-ban az első Orient-Expressz utasait is fogadta.
Az évről évre változó különleges utazások során a vonat céljai között megtalálható volt már Köln, Luzern, Drezda, Krakkó, a Magas-Tátra, Koppenhága, Stockholm és Berlin is. Jelenleg ilyen különleges utakkal Róma, Firenze, Cannes, Brüsszel és Amszterdam érhető el.

## Járművek

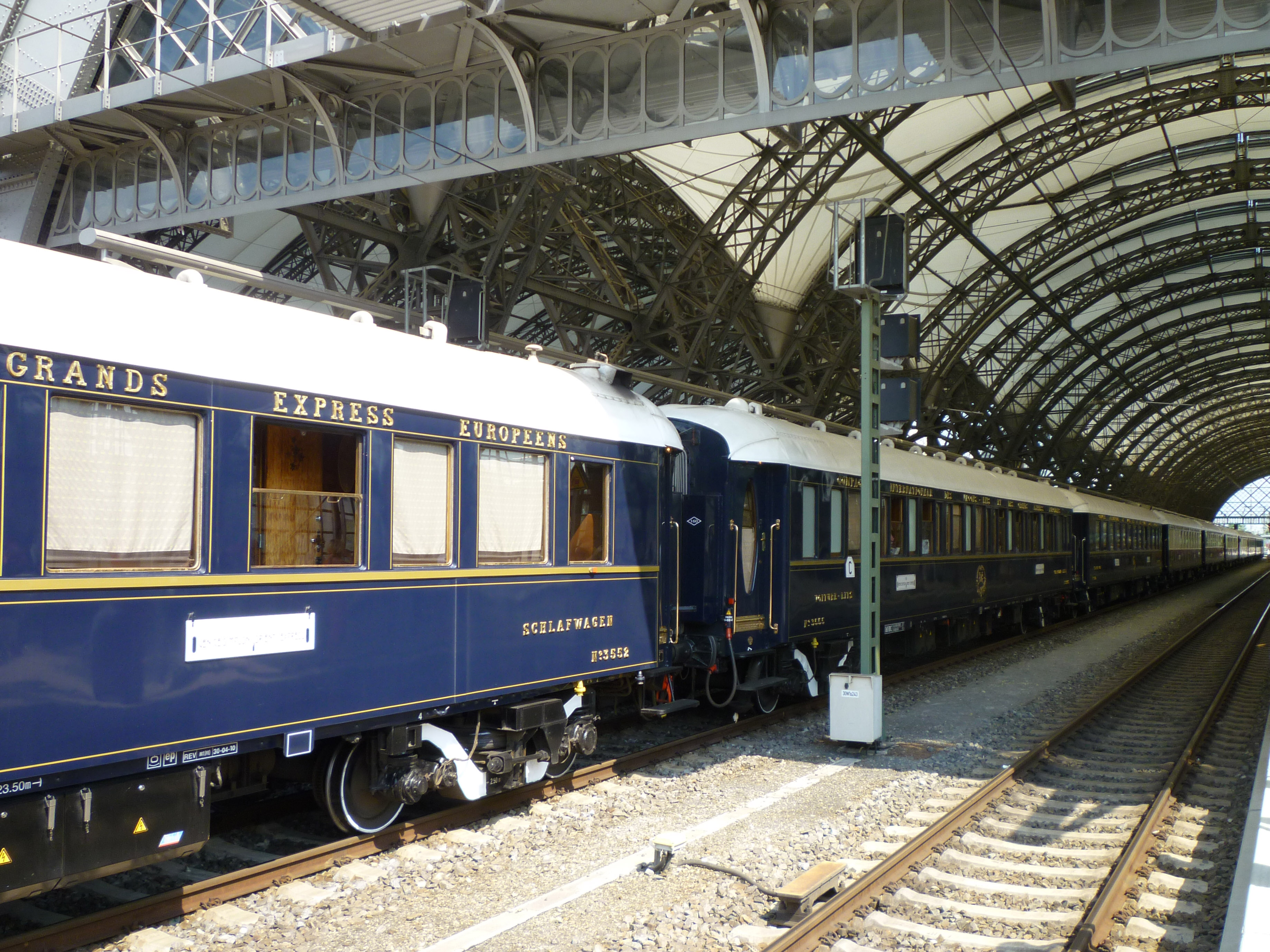
Venice Simplon-Orient-Express a Drezdai főpályaudvaron

A kontinentális szakaszon egy legfeljebb 18 kocsiból álló szerelvény közlekedik, háló- és étkezőkocsikkal, valamint egy bárkocsival. A hálókocsikban négy komfortkategória található:
- L'Observatoire: egy egész kocsit elfoglaló lakosztály dupla ággyal, nappalival, könyvtárral, teázóval és fürdőkádas fürdőszobával
- Grand Suite: kocsinként három lakosztály, dupla ággyal, nappalival és saját fürdőszobával
- Suite: kocsinként négy lakosztály, ággyá alakítható kanapéval és saját fürdőszobával
- Classic Cabin: kocsinként kilenc hálófülke két egymás feletti ággyal és mosdókagylóval, a szomszédos fülkék egybenyithatók
Az Lx típusú hálókocsikat a CIWL Oostende-i műhelyében, míg a többi járművet a brémai vagongyárban újították fel. Az étkezőkocsikba modern konyhatechnika és légkondícionálás került. A 2000-es évek közepén az eredeti forgóvázakat modernekre cserélték, azóta a szerelvény 160 km/h-ra is alkalmas. 2017-ben a hálókocsikat is légkondícionálták, majd a fülkéket konnektorokkal és WiFi-vel is felszerelték.
A kocsik listája:
| Kocsi típusa            | CIWL pályaszám | Gyártó                                         | Gyártási év | Megjegyzés |
| ----------------------- | -------------- | ---------------------------------------------- | ----------- | --- |
| "S1" típusú hálókocsi   | 3309           | Ateliers Métallurgiques de Nivelles            | 1927        | 2019-2020 között "Grand Suite" lakosztályokra átépítve                                                                   |
| "S1" típusú hálókocsi   | 3425           | Birmingham Railway Carriage and Wagon Company  | 1929        | 2017-2018 között "Grand Suite" lakosztályokra átépítve                                                                   |
| "Lx" típusú hálókocsik  | 3473,3482,3483 | Metropolitan Carriage Wagon and Finance Co Ltd | 1929        | Kísérői fülkével |
| "Lx" típusú hálókocsik  | 3525,3543,3544 | Entreprises Industrielles Charentaises         | 1929        | |
| "Lx" típusú hálókocsik  | 3539,3552,3555 | Entreprises Industrielles Charentaises         | 1929        | 2022–2024 között "Suite" lakosztályokra átépítve                                                                         |
| "Lx" típusú hálókocsi   | 3553           | Entreprises Industrielles Charentaises         | 1929        | 2023-2025 között "L'Observatoire" privát lakosztályra átépítve                                                           |
| Bárkocsi                | 3674           | Entreprises Industrielles Charentaises         | 1931        | Eredetileg étkezőkocsi volt                                                                                              |
| "Ytb" típusú hálókocsik | 3912,3915      | Ateliers Métallurgiques de Nivelles            | 1949        | Személyzeti- és raktárkocsiknak átépítve                                                                                 |
| Étkezőkocsik            | 4095,4110      | Birmingham Railway Carriage and Wagon Company  | 1927        | Eredetileg Étoile du Nord típusú Pullman-kocsik, a 4095-ös belső falburkolata eredetileg a 3083 psz. étkezőkocsiban volt |
| Pullman étkezőkocsi     | 4141           | Entreprises Industrielles Charentaises         | 1929        | Eredetileg Côte d’Azur típusú Pullman-kocsi, a konyha helyére később emléktárgy-üzlet, majd pezsgőbár került             |

A szerelvénynek nincs saját vontatójárműve, azokat az államvasutak mindig modern mozdonyokkal továbbítják. Magyarországon erre a '90-es években a V63-as sorozatot használták, jelenleg elsősorban Taurus és Traxx mozdonyokat. Az egyetlen ismert alkalom, amelyen a vonat gőzvontatással közlekedett, 2017-ben volt Budapesten a Nyugati pályaudvar és Budapest-Kelenföld között a 424 247-es mozdonnyal.
Nagy-Britanniában Folkestone és London között a British Pullman nevű nappali szerelvény közlekedik, amely a VSOE közlekedésétől függetlenül az ország más területeire is kínál egy napos kirándulásokat.

## Képgaléria

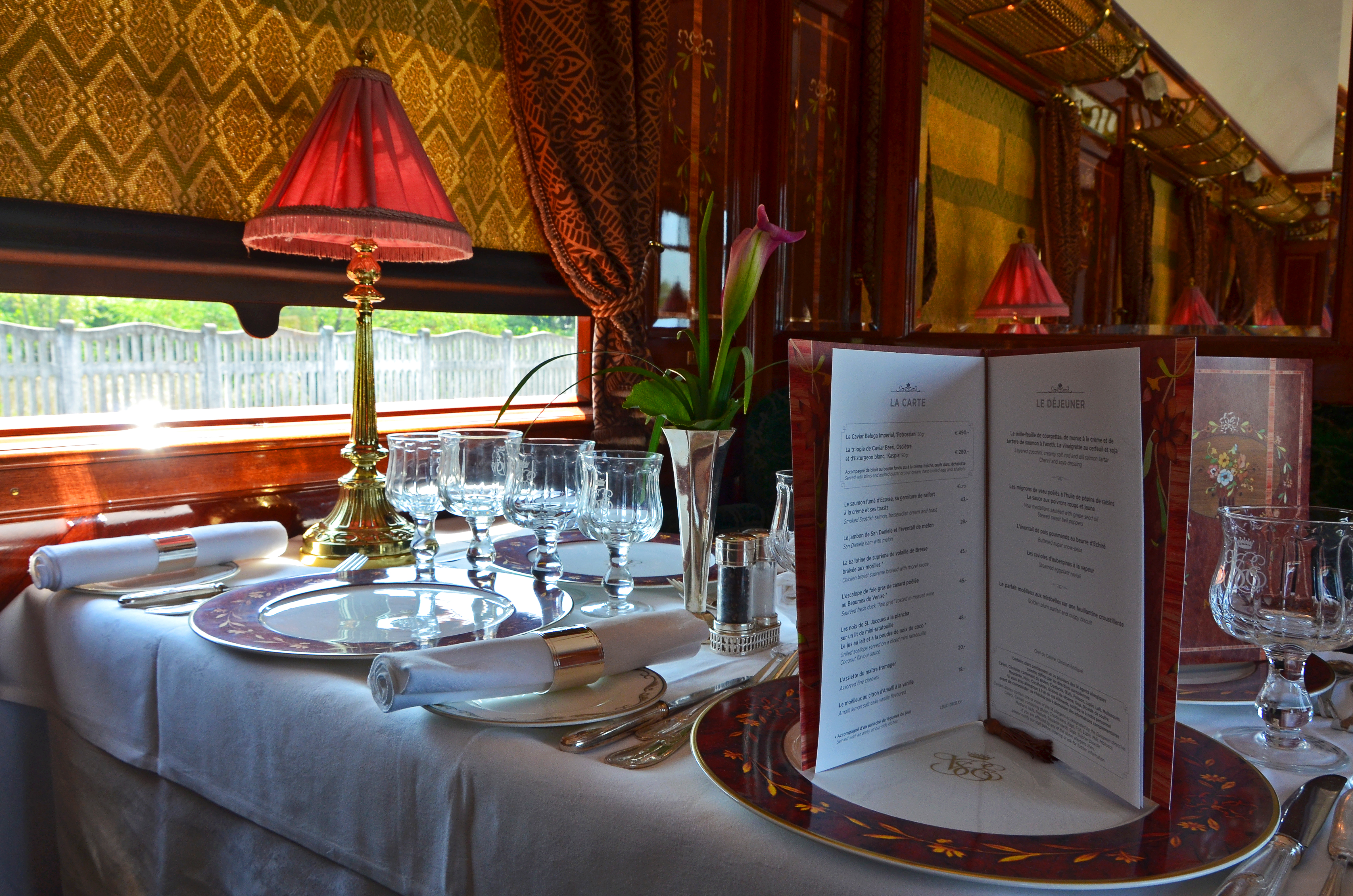
Az étkezőkocsi
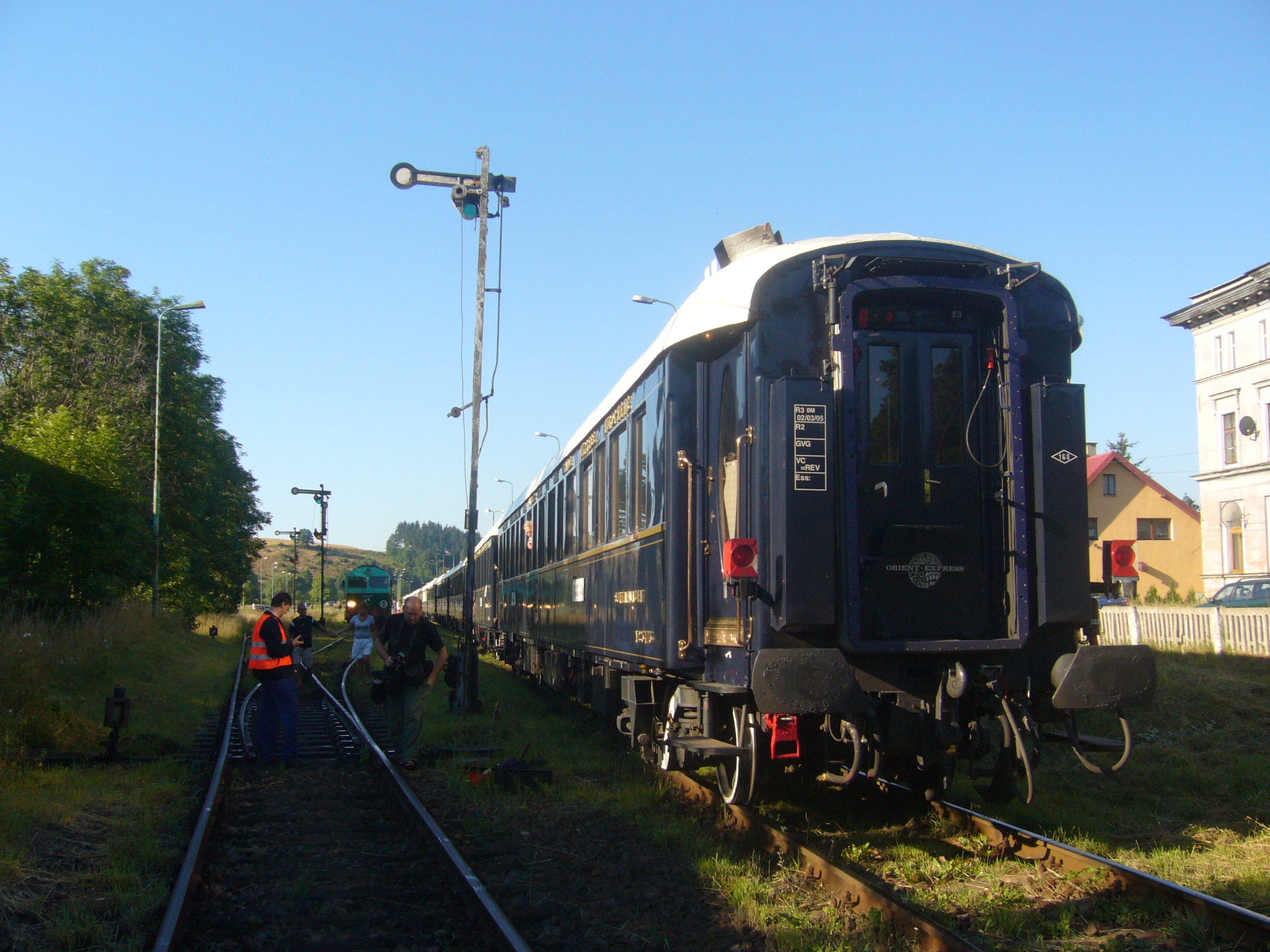
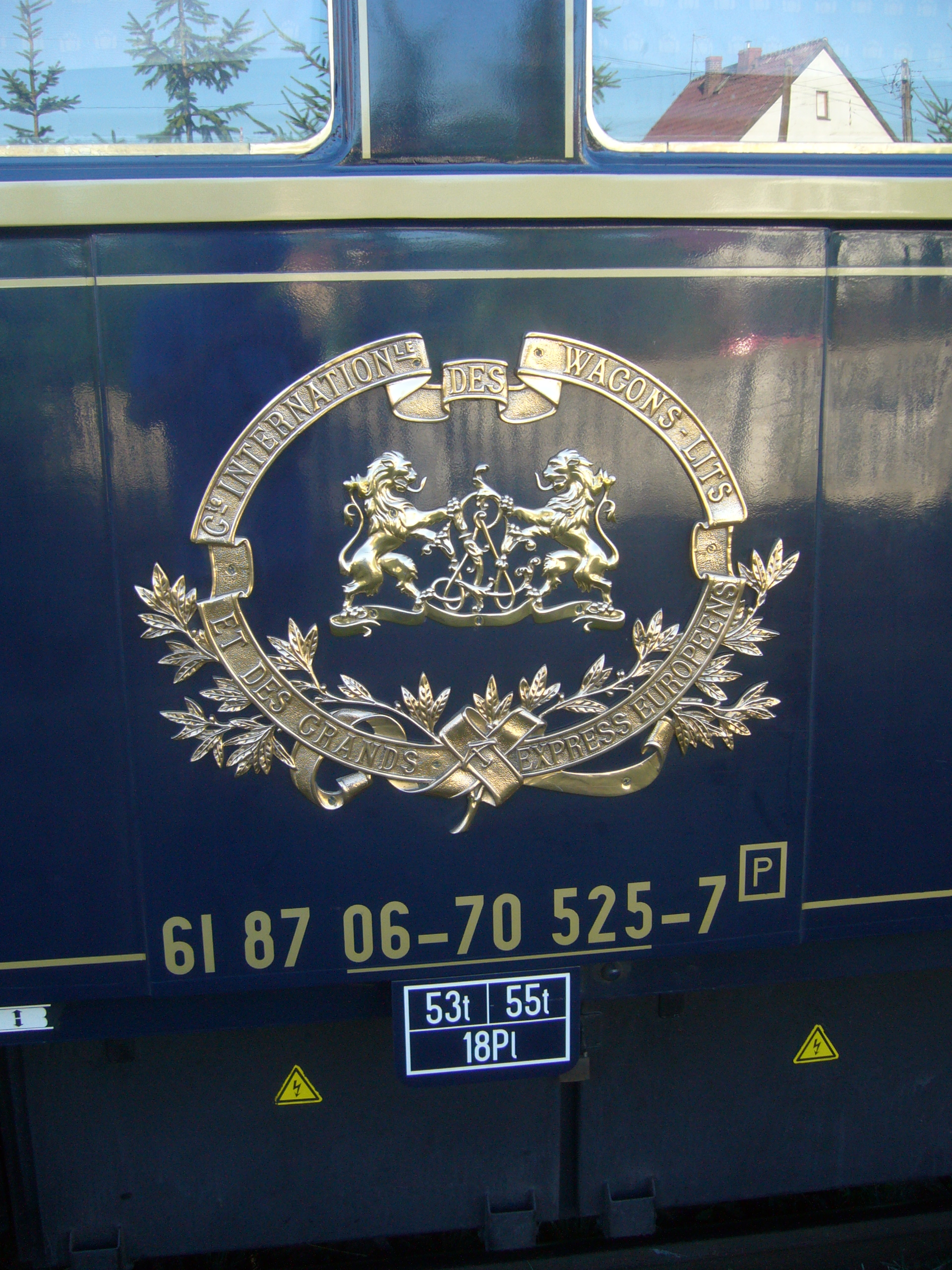
Logó a kocsi oldalán
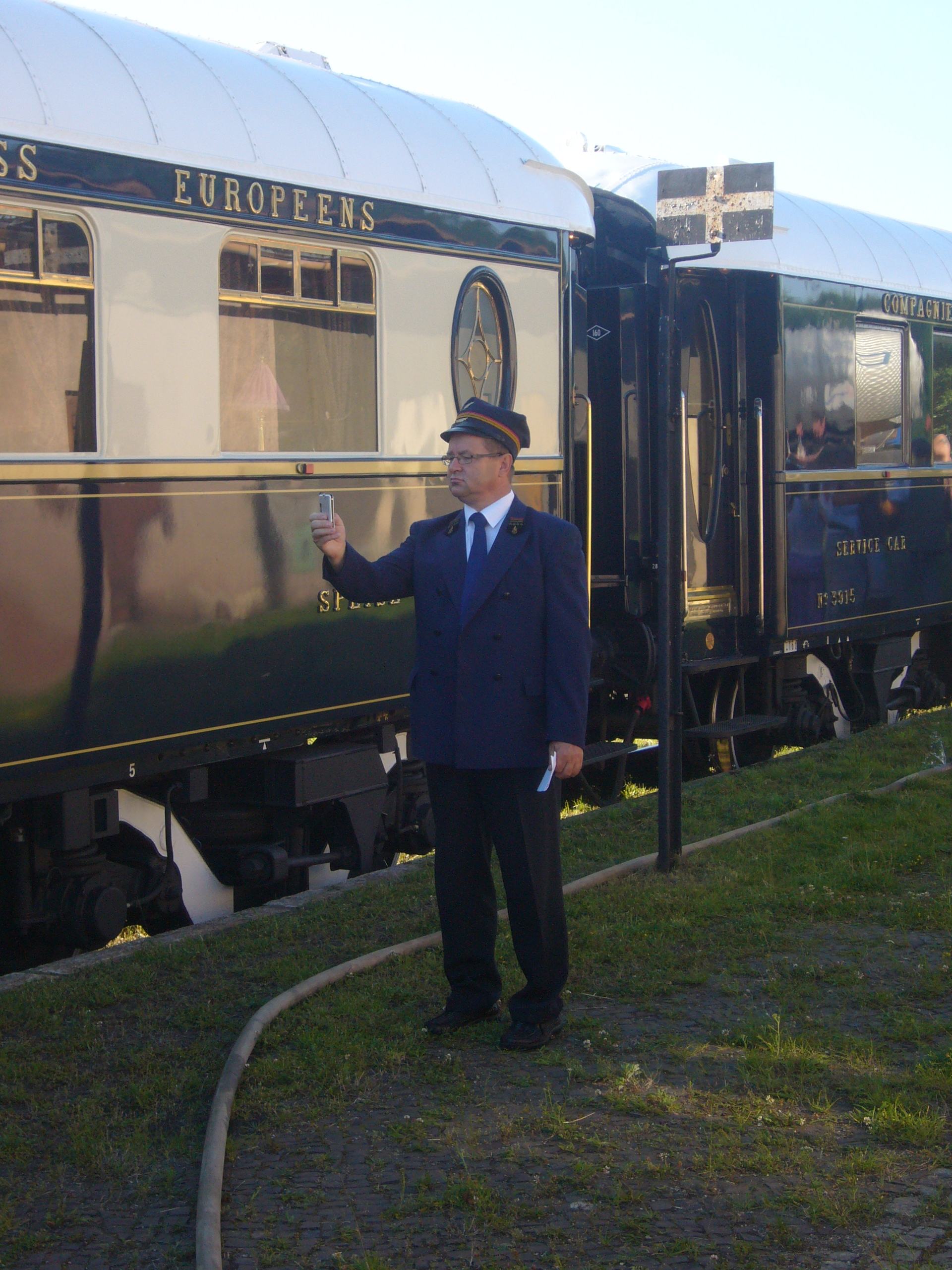
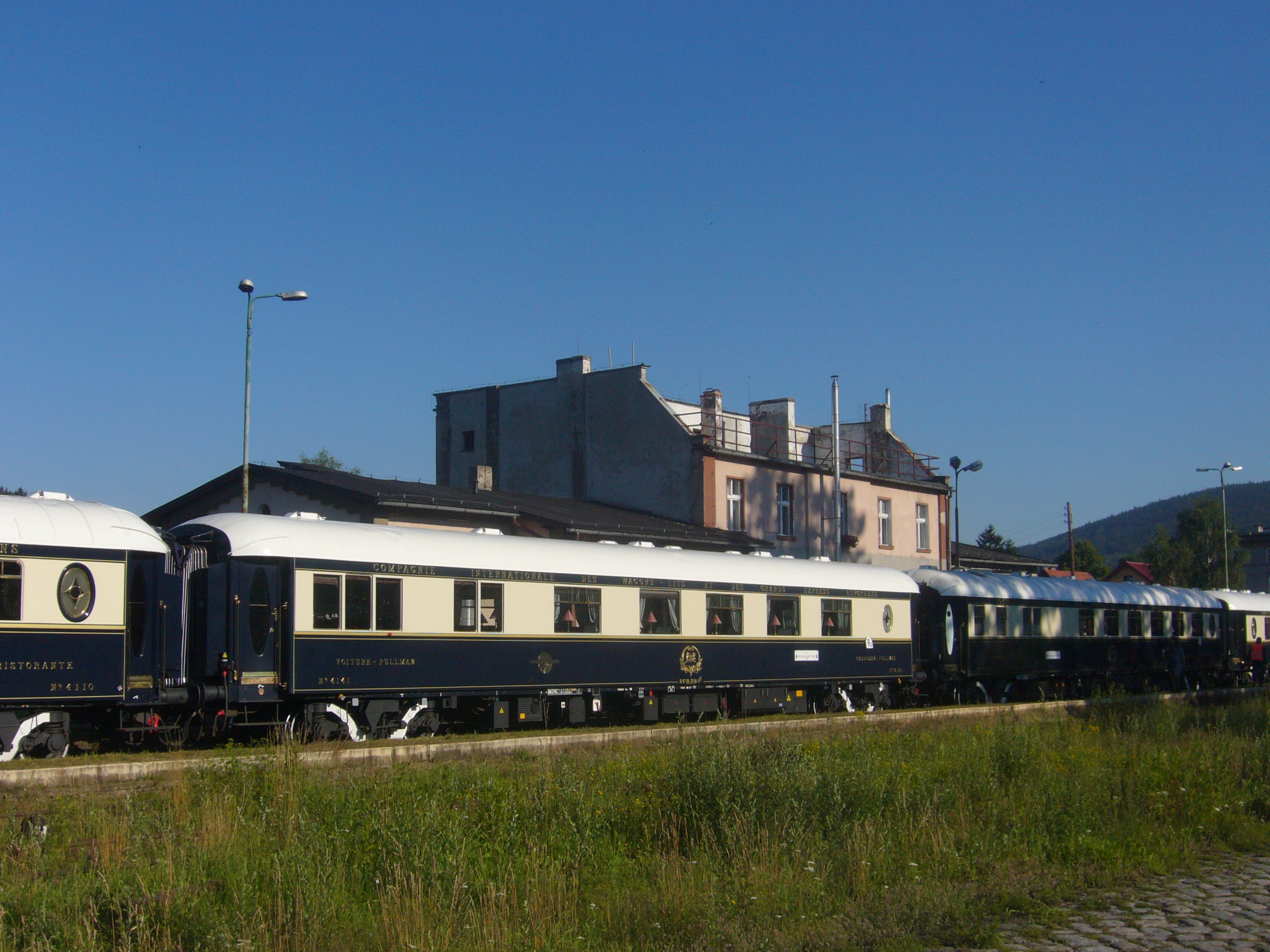
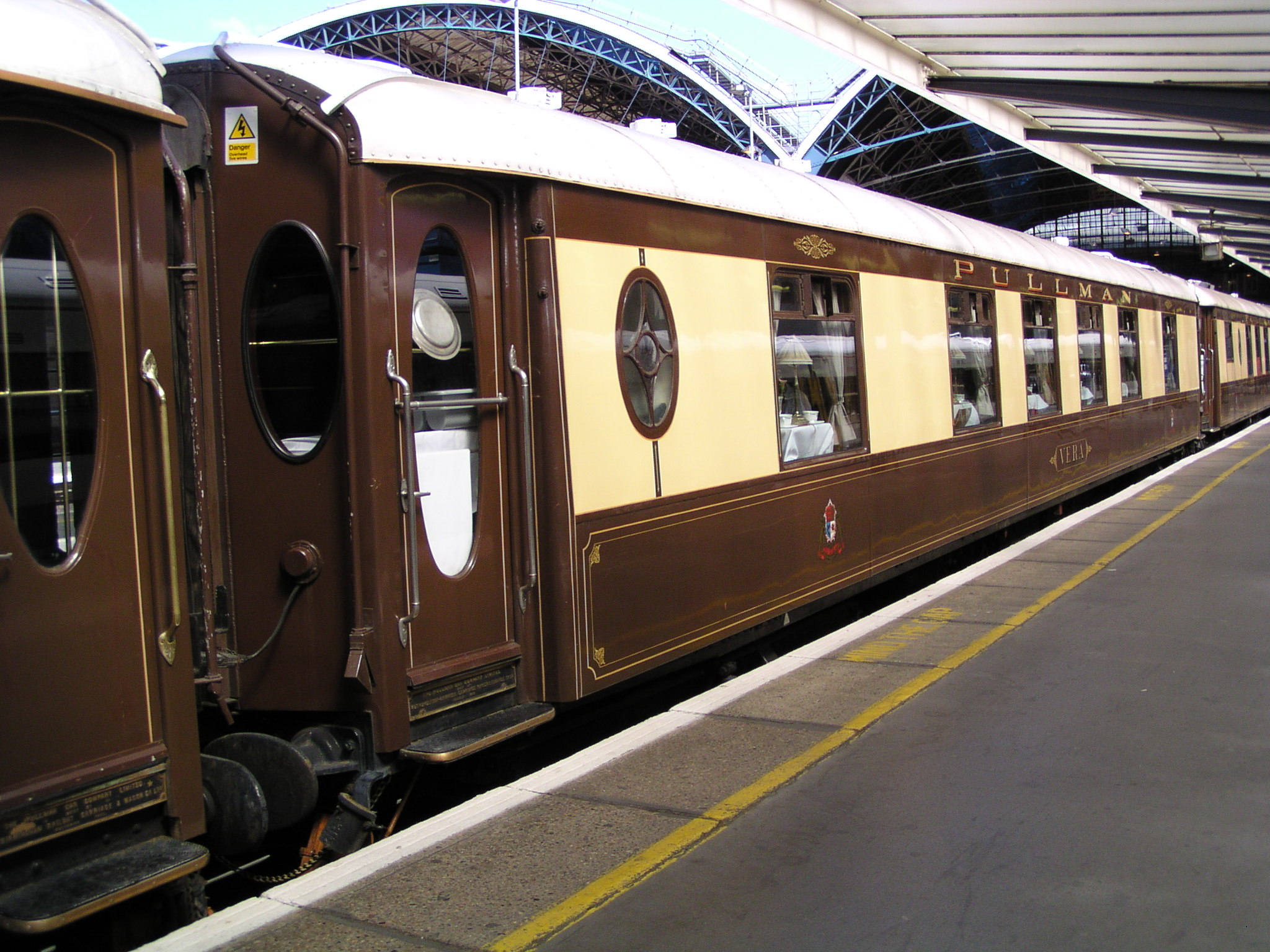
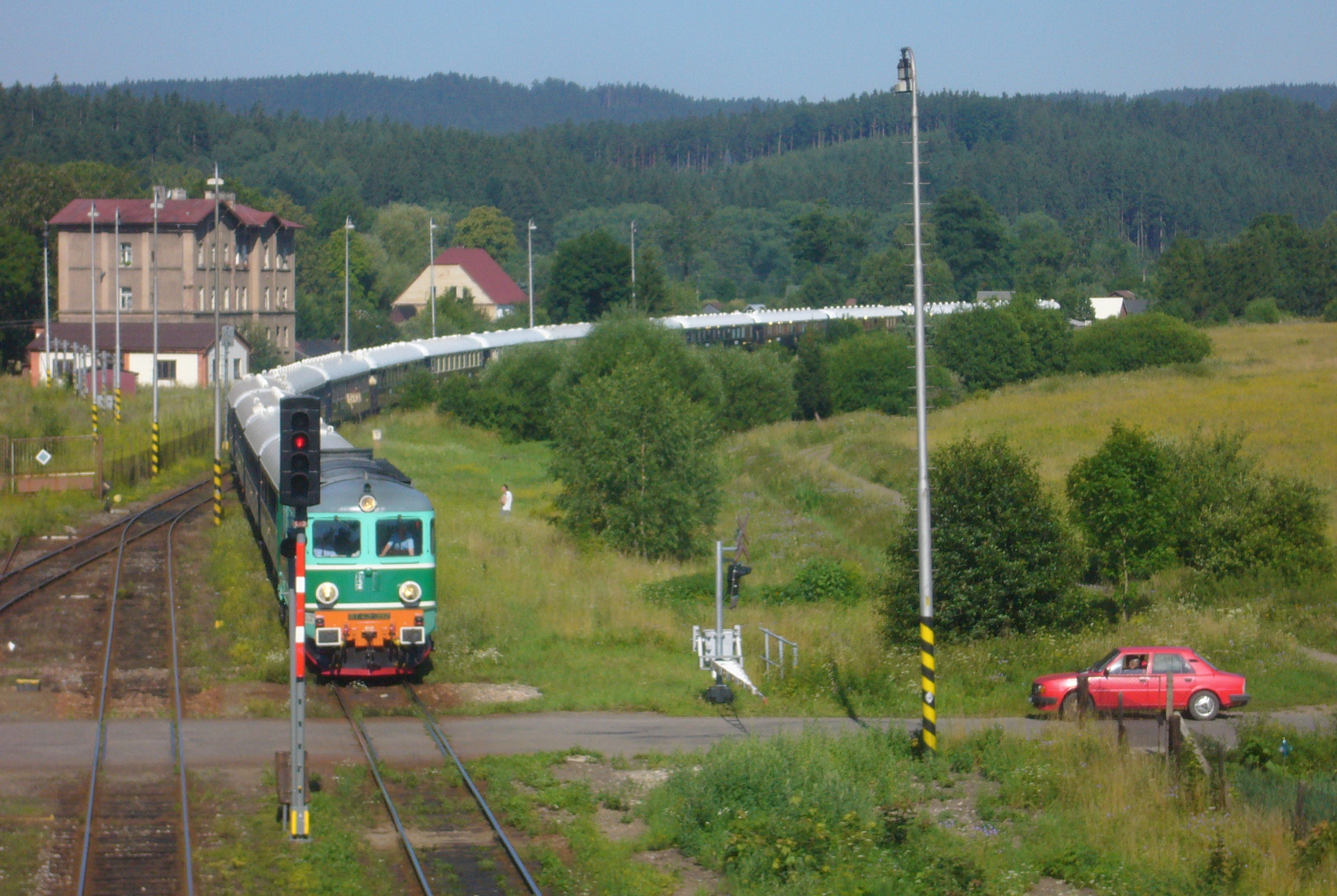
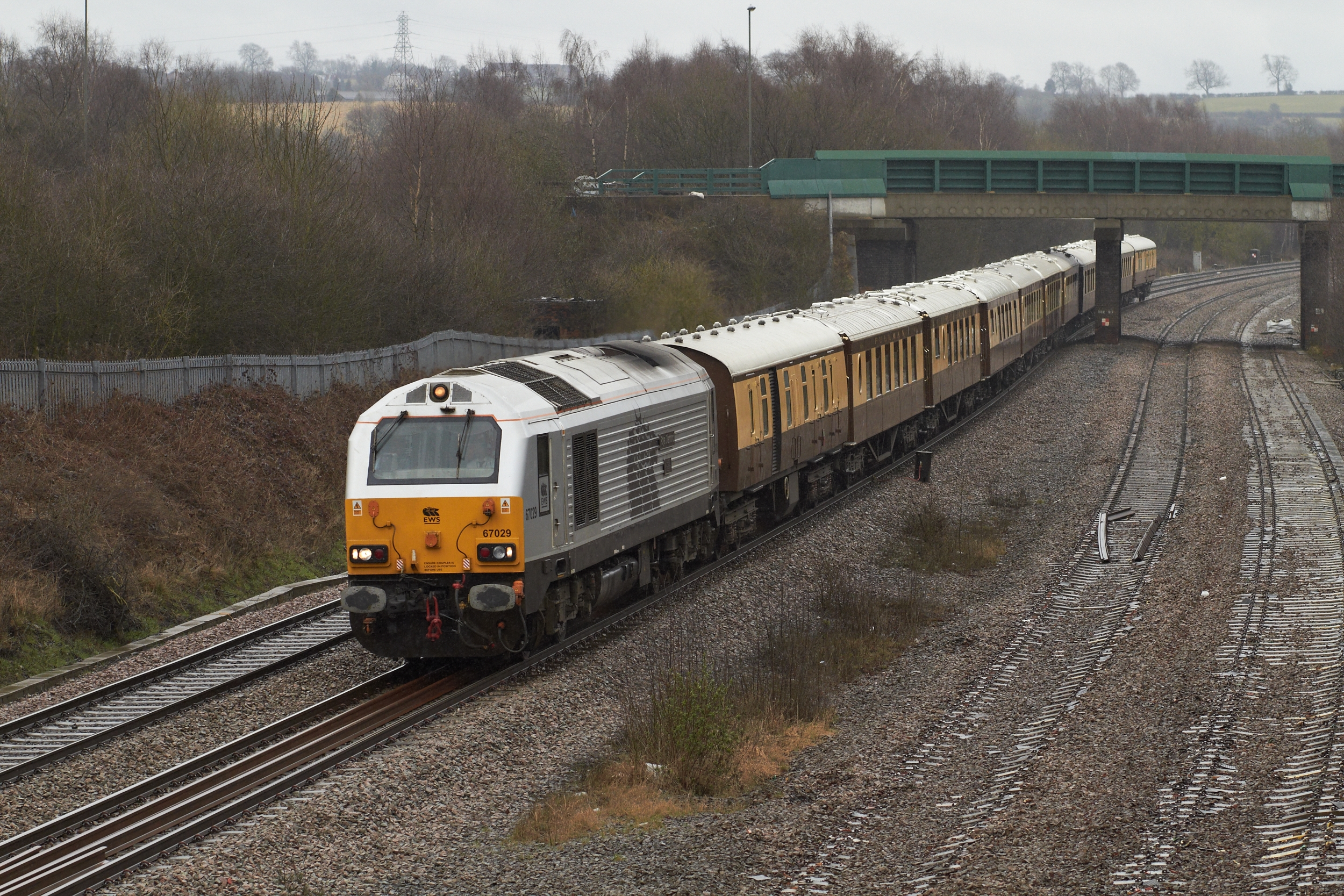